# Pittosporum saxicola
Pittosporum saxicola är en tvåhjärtbladig växtart som beskrevs av Alfred Rehder och E.H. Wilson. Pittosporum saxicola ingår i släktet Pittosporum och familjen Pittosporaceae. Inga underarter finns listade.